# فولي
فولي (بالإنجليزية: Foley)‏ هي مدينة أمريكية تقع في ولاية ألاباما.تبلغ مساحة هذه المدينة 37 (كم²)،ويبلغ عدد سكانها 7590 نسمة حسب إحصاء سنة 2010 م.تشير الإحصاءات بأن الكثافة السكانية في هذه المدينة تقدر بـ(205.1) نسمة/كم2.

## التركيبة السكانية
حدّد مكتب تعداد الولايات المتحدة بيانات التركيبة السكانية لفولي في تعداد الولايات المتحدة. في ما يلي، التركيبة السكانية حسب تعدادي 2000 و2010.

### تعداد عام 2000
بلغ عدد سكان فولي 7,590 نسمة بحسب تعداد عام 2000، وبلغ عدد الأسر 3,126 أسرة وعدد العائلات 2,107 عائلة مقيمة في المدينة. في حين سجلت الكثافة السكانية 89.8 نسمة لكل كيلومتر مربع (232.6/ميل2). وبلغ عدد الوحدات السكنية 3,468 وحدة بمتوسط كثافة قدره 41 لكل كيلومتر مربع (106.2/ميل2).
وتوزع التركيب العرقي للمدينة بنسبة 74.49% من البيض و21.86% من الأمريكيين الأفارقة و0.59% من الأمريكيين الأصليين و0.55% من الأمريكيين ذوي الأصول الآسيوية و0.04% من سكان جزر المحيط الهادئ و1.32% من الأعراق الأخرى و1.15% من عرقين مختلطين أو أكثر و4.64% من الهسبانيون أو اللاتينيون من أي عرق.
بلغ عدد الأسر 3,126 أسرة كانت نسبة 31.3% منها لديها أطفال تحت سن الثامنة عشر تعيش معهم، وبلغت نسبة الأزواج القاطنين مع بعضهم البعض 48.4% من أصل المجموع الكلي للأسر، ونسبة 15.7% من الأسر كان لديها معيلات من الإناث دون وجود شريك، بينما كانت نسبة 3.3% من الأسر لديها معيلون من الذكور دون وجود شريكة وكانت نسبة 32.6% من غير العائلات. تألفت نسبة 28.2% من أصل جميع الأسر من عدة أفراد يعيشون في نفس المنزل ونسبة 14% كانت تتألف من شخص يعيش بمفرده يبلغ من العمر 65 عاماً أو أكثر. وبلغ متوسط حجم الأسرة المعيشية 2.35، أما متوسط حجم العائلات فبلغ 2.85.
بلغ العمر الوسطي للسكان 39.6 عاماً. وكانت نسبة 23.1% من القاطنين تحت سن الثامنة عشر، وكانت نسبة 8.3% بين الثامنة عشر والرابعة والعشرين عاماً، ونسبة 25.7% كانت واقعةً في الفئة العمرية ما بين الخامسة والعشرين والرابعة والأربعين عاماً، ونسبة 20.7% كانت ما بين الخامسة والأربعين والرابعة والستين، ونسبة 19.1% كانت ضمن فئة الخامسة والستين عاماً فما فوق. يوجد لكل 100 أنثى 86.8 ذكر، ويوجد لكل 100 أنثى في الثامنة عشر من عمرها فما فوق 82.2 ذكر.
بلغ متوسط دخل الأسرة في المدينة 31,596 دولارًا، أما متوسط دخل العائلة فبلغ 38,427 دولارًا. وكان متوسط دخل الذكور 28,523 دولارًا مقابل 20,660 دولارًا للإناث. وسجل دخل الفرد الخاص بالمدينة 19,364 دولارًا. وكانت نسبة 7.1% من العائلات ونسبة 11.5% من السكان تحت خط الفقر، وكان من هؤلاء نسبة 13.4% تحت سن الثامنة عشر ونسبة 12% في الخامسة والستين من العمر وما فوق.

### تعداد عام 2010
بلغ عدد سكان فولي 14,618 نسمة بحسب تعداد عام 2010، وبلغ عدد الأسر 6,165 أسرة وعدد العائلات 4,124 عائلة مقيمة في المدينة. في حين سجلت الكثافة السكانية 172.9 نسمة لكل كيلومتر مربع (447.8/ميل2). وبلغ عدد الوحدات السكنية 7,359 وحدة بمتوسط كثافة قدره 87 لكل كيلومتر مربع (225.3/ميل2).
وتوزع التركيب العرقي للمدينة بنسبة 77.08% من البيض و14.87% من الأمريكيين الأفارقة و0.60% من الأمريكيين الأصليين و1.06% من الأمريكيين ذوي الأصول الآسيوية و0.06% من سكان جزر المحيط الهادئ و4.71% من الأعراق الأخرى و1.63% من عرقين مختلطين أو أكثر و9.51% من الهسبانيون أو اللاتينيون من أي عرق.
بلغ عدد الأسر 6,165 أسرة كانت نسبة 27.8% منها لديها أطفال تحت سن الثامنة عشر تعيش معهم، وبلغت نسبة الأزواج القاطنين مع بعضهم البعض 48.5% من أصل المجموع الكلي للأسر، ونسبة 14.2% من الأسر كان لديها معيلات من الإناث دون وجود شريك، بينما كانت نسبة 4.1% من الأسر لديها معيلون من الذكور دون وجود شريكة وكانت نسبة 33.1% من غير العائلات. تألفت نسبة 27.4% من أصل جميع الأسر من عدة أفراد يعيشون في نفس المنزل ونسبة 12.1% كانت تتألف من شخص يعيش بمفرده يبلغ من العمر 65 عاماً أو أكثر. وبلغ متوسط حجم الأسرة المعيشية 2.35، أما متوسط حجم العائلات فبلغ 2.82.
بلغ العمر الوسطي للسكان 42.5 عاماً. وكانت نسبة 20.9% من القاطنين تحت سن الثامنة عشر، وكانت نسبة 8.7% بين الثامنة عشر والرابعة والعشرين عاماً، ونسبة 22.9% كانت واقعةً في الفئة العمرية ما بين الخامسة والعشرين والرابعة والأربعين عاماً، ونسبة 25.4% كانت ما بين الخامسة والأربعين والرابعة والستين، ونسبة 22% كانت ضمن فئة الخامسة والستين عاماً فما فوق. وتوزع التركيب الجنسي للسكان بنسبة 46.9% ذكور و53.1% إناث.

## معرض صور

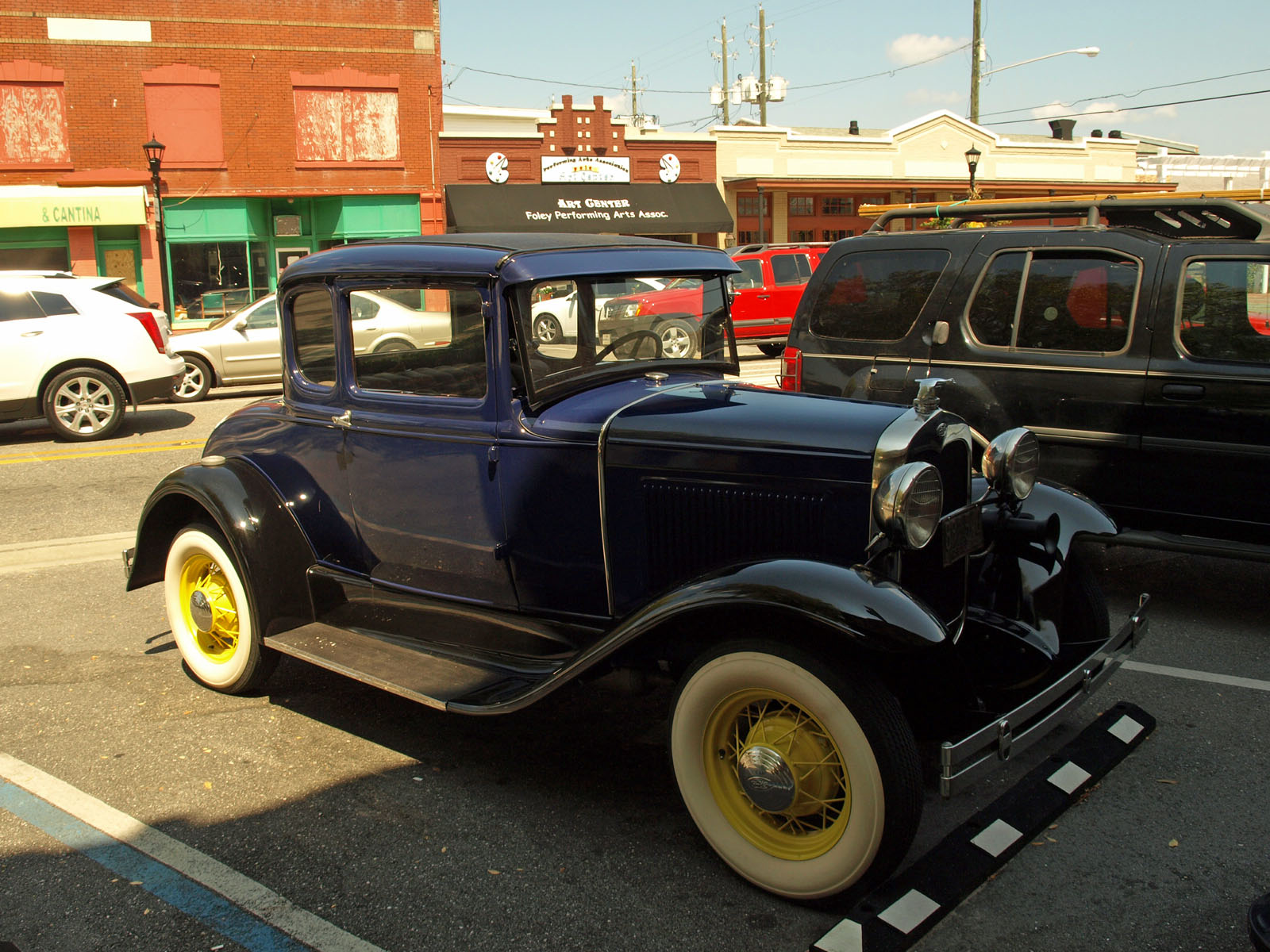
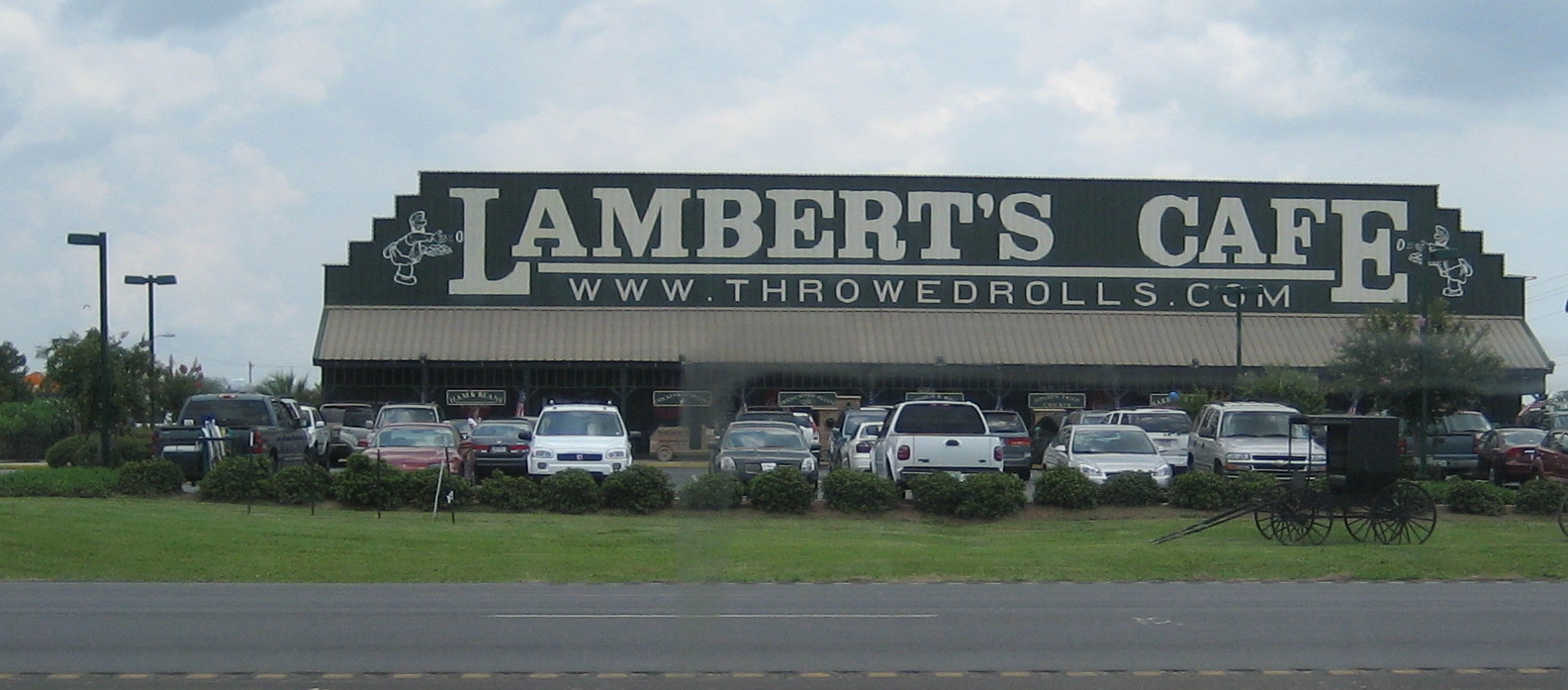
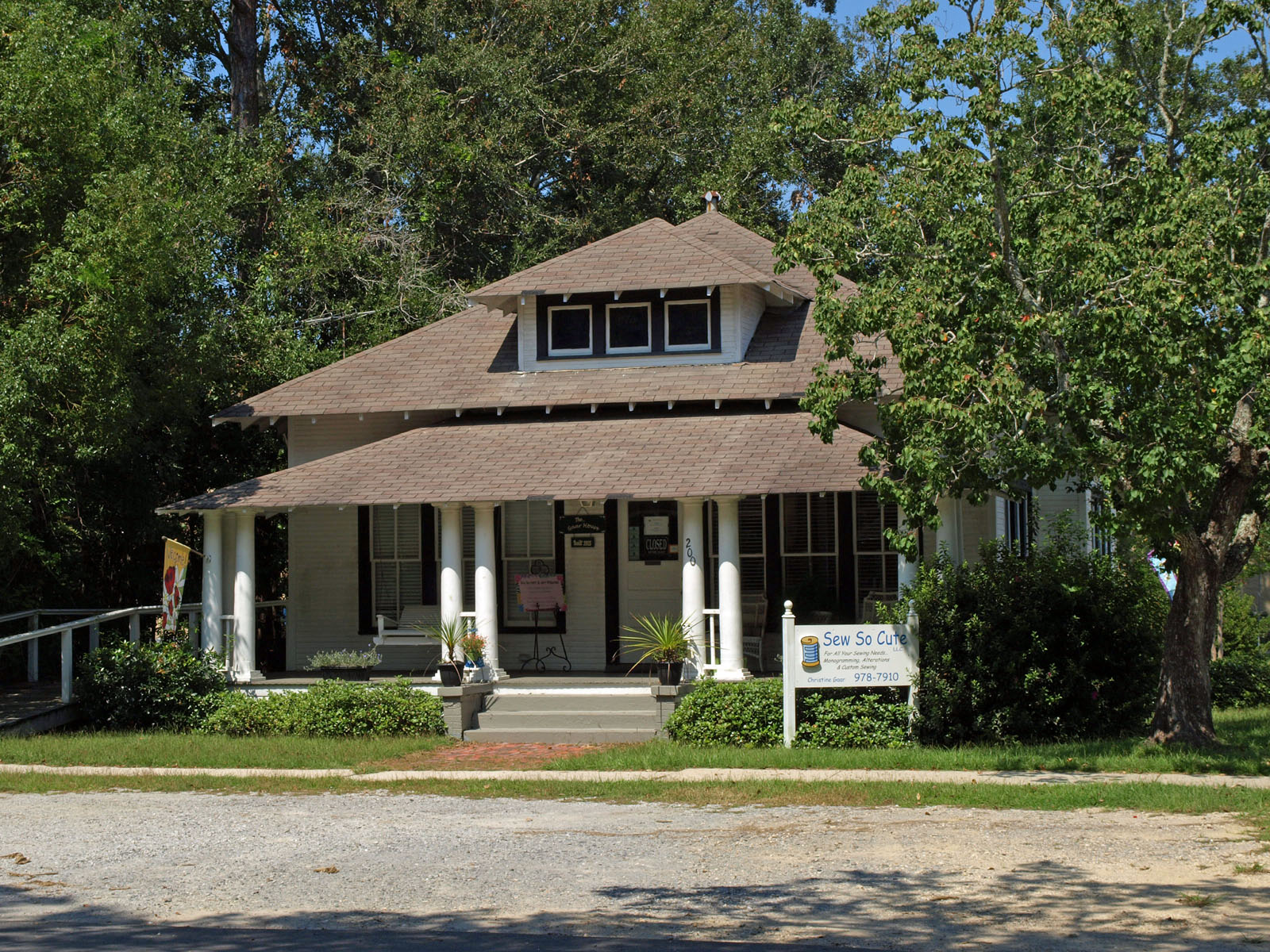
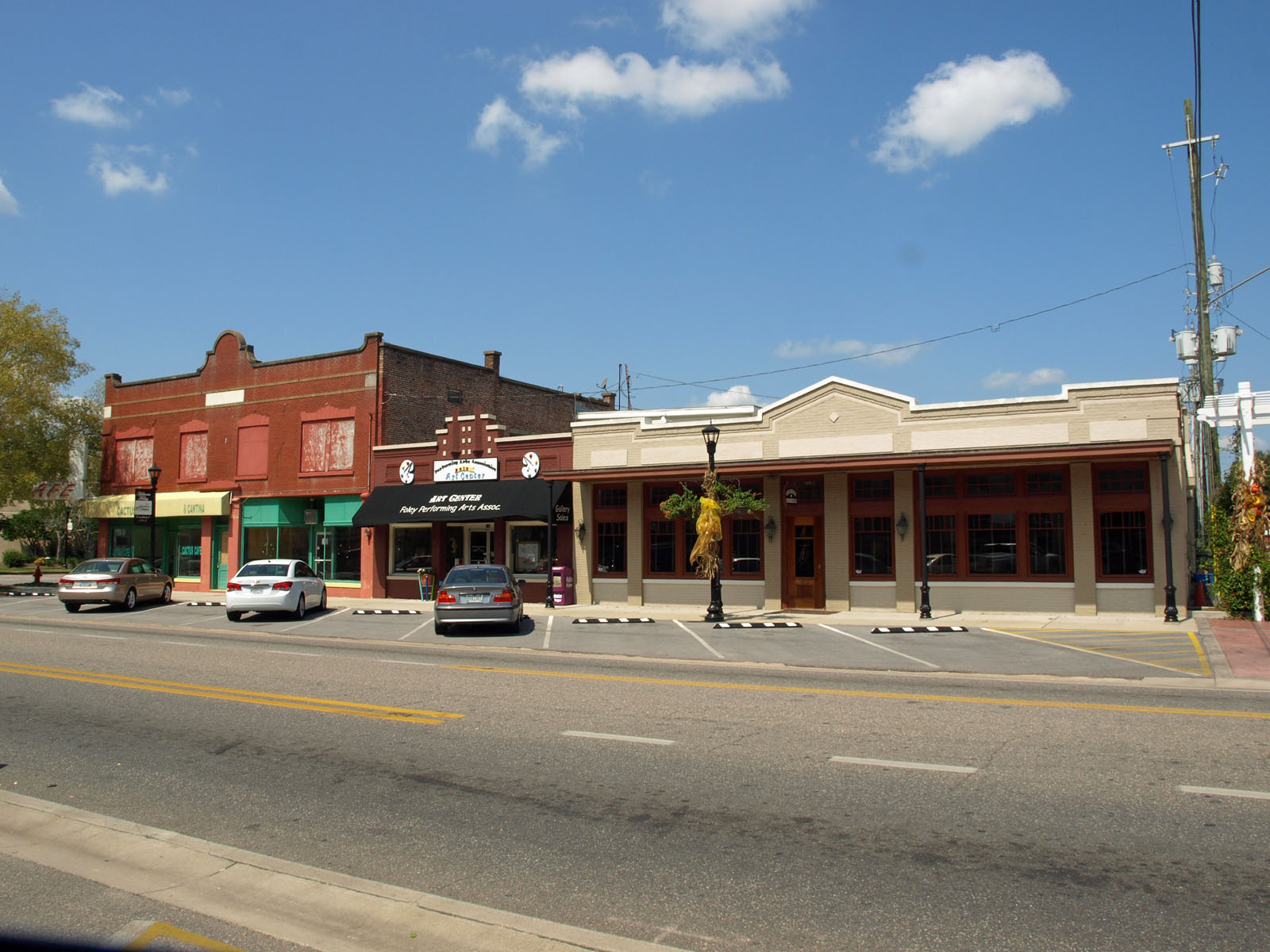
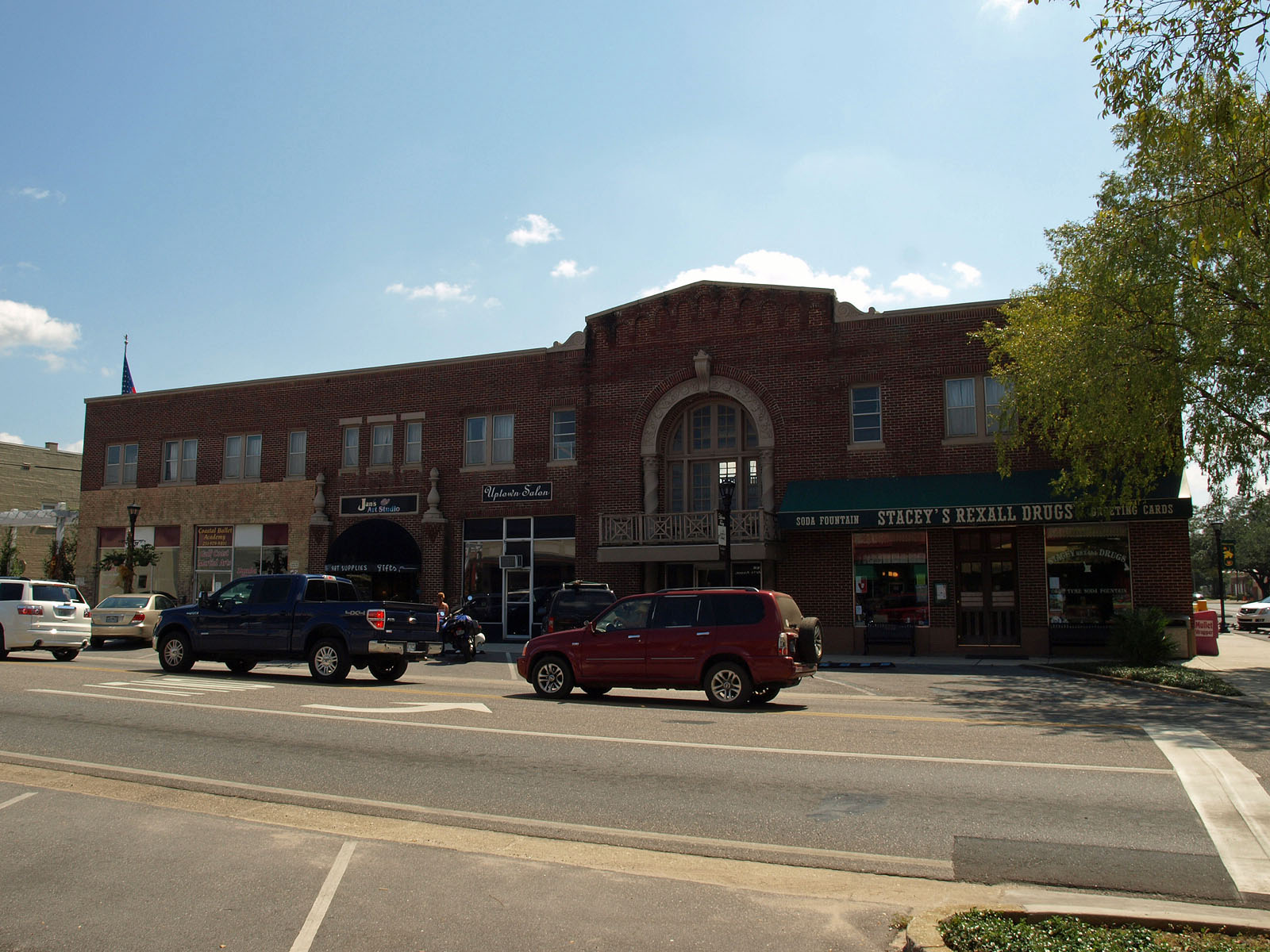
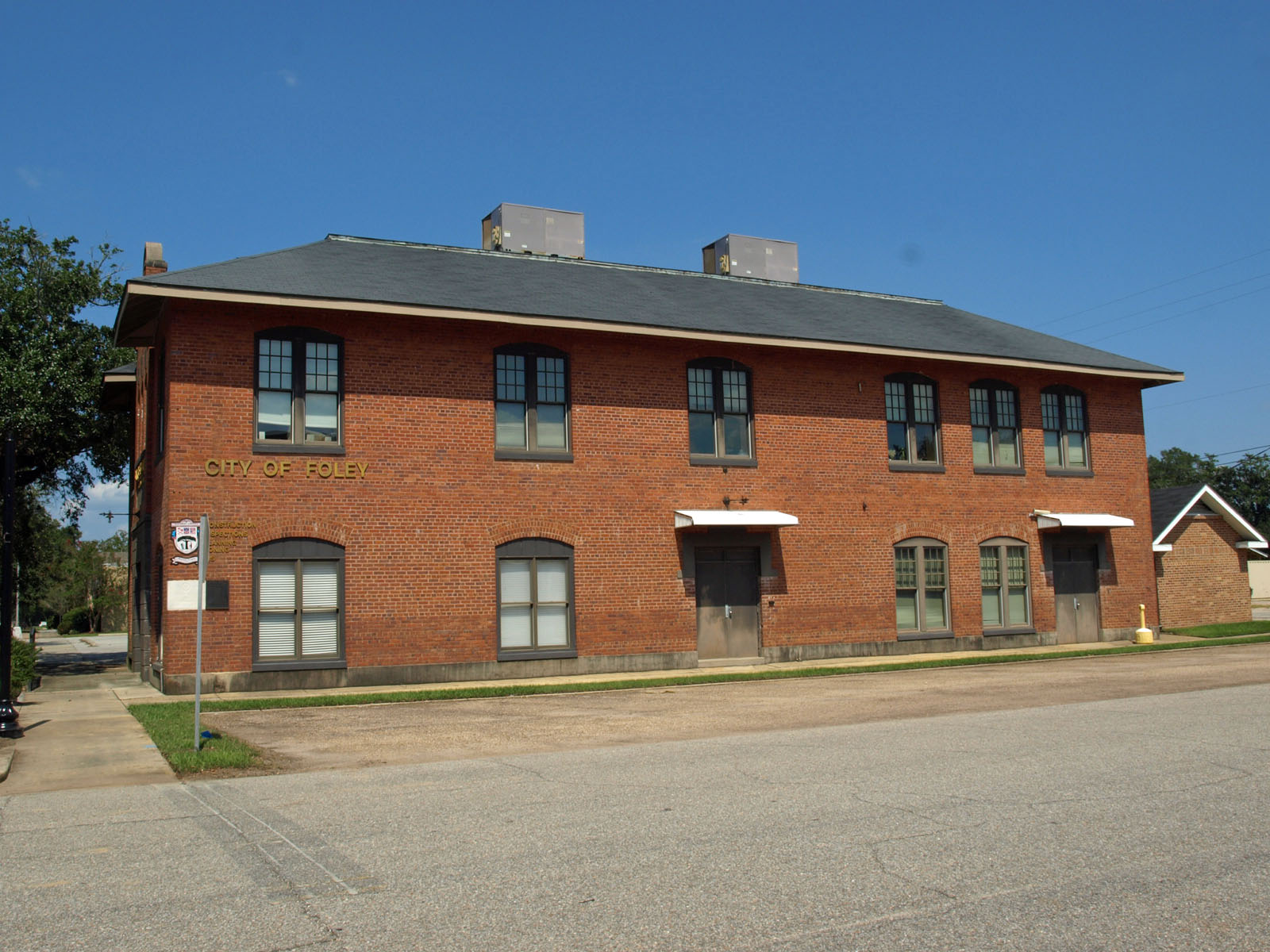

## أعلام
- جاستن أندرسون
- خوليو جونز
- روبرت ليستير